# Susan Kramer, Baroness Kramer

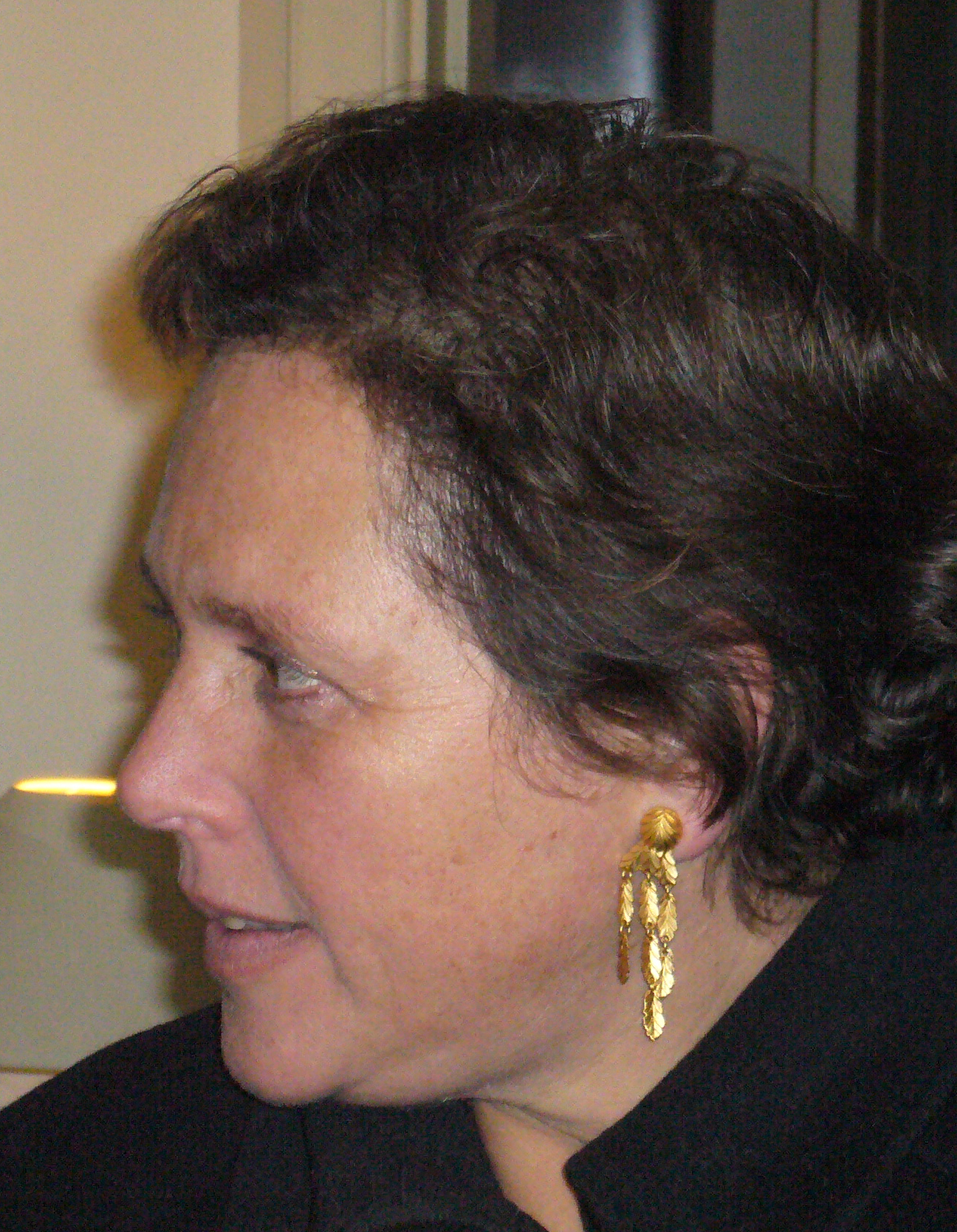
Susan Kramer (2007)

Susan Veronica Kramer, Baroness Kramer (* 21. Juli 1950 im Metropolitan Borough of Holborn) ist eine Managerin und Politikerin der Liberal Democrats, die zwischen 2005 und 2010 Abgeordnete des House of Commons war und seit 2010 als Life Peeress Mitglied des House of Lords ist.

## Leben

### Studium, berufliche Laufbahn und erfolglose Unterhauskandidatur
Nach dem Besuch der St Paul’s Girls’ School absolvierte Susan Kramer ein Studium der Fächer Philosophie, Politikwissenschaft und Ökonomie am St Hilda’s College der University of Oxford und war während dieser Zeit 1971 Präsidentin der Oxford Union. Im Anschluss schloss sie ein postgraduales Studium der Betriebswirtschaftslehre an der University of Illinois mit einem Master of Business Administration (M.B.A.) ab. Nach Beendigung des Studiums wurde sie Managerin bei der Citibank und stieg dort zuletzt zur Vizepräsidentin auf.
Susan Kramer kandidierte bei den Unterhauswahlen am 1. Mai 1997 als Kandidatin der Liberal Democrats im Wahlkreis Dulwich and West Norwood erstmals für ein Mandat im House of Commons, erlitt jedoch eine Wahlniederlage. Im Anschluss übernahm sie mehrere führende Funktionen bei den Liberal Democrats und war zwischen 1997 und 2000 Mitglied des Exekutivvorstands der Frauenvereinigung und zugleich zwischen 1997 und 2003 Mitglied des Exekutivvorstands der Liberal Democrats in London.
2000 kandidierte Susan Kramer für die Liberal Democrats für das Amt des Mayor of London. Obwohl sie mit 404.815 Stimmen das beste Zweitstimmenergebnis erhielt, errang sie mit 203.452 Wählerstimmen nur den vierten Platz, so dass letztlich der unabhängige Kandidat Ken Livingstone gewann.
Weiterhin war sie zugleich von 2001 bis 2004 Mitglied des Föderalen Exekutivvorstands der Liberal Democrats sowie zwischen 2001 und 2002 Vorsitzende der Liberal Democrats in Twickenham und Richmond.

### Unterhausabgeordnete und Oberhausmitglied
Bei den Unterhauswahlen am 5. Mai 2005 gelang ihr im Wahlkreis Richmond Park die Wahl zur Abgeordneten des Unterhauses. Allerdings verlor sie ihr Abgeordnetenmandat bereits bei der darauf folgenden Wahl am 6. Mai 2010. Sie gehörte damit zu den Verlierern ihrer Partei, die zwar 1,0 Prozent der Wählerstimmen hinzugewinnen konnte, aber 5 ihrer 62 Unterhausmandate im House of Commons verlor. Zu Beginn ihrer Abgeordnetentätigkeit war sie von 2005 bis 2006 Mitglied des Schatzausschusses des Unterhauses.
Während ihrer fünfjährigen Parlamentszugehörigkeit war sie zwischen 2005 und 2006 zunächst Sprecherin der Fraktion der Liberal Democrats für das Schatzamt (Treasury) und gehörte im Anschluss bis 2009 dem Schattenkabinett ihrer Partei an, und zwar 2006 als Schattenministerin für internationale Entwicklung und danach von 2006 bis 2007 als Schattenministerin für Handel und Industrie, ehe sie 2007 Schattenverkehrsministerin war. Zuletzt fungierte sie von 2007 bis 2009 als Schattenministerin der Liberal Democrats für das Kabinettsamt und für das Amt des Chancellor of the Duchy of Lancaster.
Durch ein Letters Patent vom 22. Dezember 2010 wurde Susan Kramer nach ihrem Ausscheiden aus dem House of Commons als Life Peeress mit dem Titel Baroness Kramer, of Richmond Park in the London Borough of Richmond upon Thames, in den Adelsstand erhoben. Kurz darauf erfolgte am 10. Januar 2011 ihre Einführung (Introduction) als Mitglied des House of Lords. Im Oberhaus gehört sie zur Fraktion der Liberal Democrats.